# Heinrich Gärtner (SS-Mitglied)
Heinrich Gärtner (* 27. Februar 1897 in Nürnberg; † 5. Mai 1963 in Ahrensburg) war ein deutscher Offizier, zuletzt SS-Brigadeführer und Generalmajor der Waffen-SS im Zweiten Weltkrieg.

## Werdegang
Gärtner wurde als Sohn eines Vizewachtmeisters im Königlich Bayerischen 1. Chevaulegers-Regiment „Kaiser Nikolaus von Rußland“ in Nürnberg geboren. Sein Vater wurde später Mühlenmeister in Schleißheim. Gärtner besuchte das Wittelsbacher-Gymnasium München und schloss das Realgymnasium mit der Obersekundareife ab. Als Einjährig-Freiwilliger meldete er sich am 20. August 1914 zur Armee und wurde dem Königlich Bayerischen 1. Fußartillerie-Regiment „vakant Bothmer“ zugeteilt. Dort wurde er am 9. Dezember 1917 zum Leutnant der Reserve befördert.
Nach Kriegsende besuchte er die Handelsschule. Im Mai 1919 meldete er sich zum Freikorps Epp, später zur Reichswehr-Schützen-Brigade 21. Dort war er Leiter des Gerätelagers. Später wurde er beim Reichswehrkommando 7 angestellt, wurde aber im Zuge des Hitler-Putsches entlassen. 1923 wurde er Mitglied im Deutschen Kampfbund. Gärtner trat zum 26. April 1926 der NSDAP nach ihrer Wiedergründung bei (Mitgliedsnummer 35.359). Dafür erhielt er später das Goldene Parteiabzeichen der NSDAP. Zeitgleich wurde er Mitglied der SA und wurde dort Sturmbannführer.
Am 6. Februar 1934 wurde er im Rang eines SS-Sturmbannführers Mitglied der SS (SS-Nummer 148.903). Er war im Stab des SS-Hauptamtes beschäftigt. Am 9. September 1934 wurde er zum SS-Obersturmbannführer befördert und wurde Führer des Führungsamtes des SS-Hauptamtes. Am 9. November 1935 rückte er zum SS-Standartenführer auf und war der Chef des SS-Beschaffungsamtes. Er wurde in rascher Folge zunächst am 20. April 1937 zum SS-Oberführer als Chef des Waffen- und Gerätesamtes der SS und in Anschluss daran am 30. Januar 1944 zum SS-Brigadeführer und Generalmajor der Waffen-SS als Chef des SS-Zentralzeugamtes befördert. Ab dem 9. November 1944 tat er im SS-Führungshauptamt Dienst. 1945 wurde er von der Roten Armee gefangen genommen und an die Tschechoslowakei ausgeliefert. Er wurde zu einer Haftstrafe verurteilt und 1953 entlassen.